# PEX10
PEX10 (англ. Peroxisomal biogenesis factor 10) – білок, який кодується однойменним геном, розташованим у людей на короткому плечі 1-ї хромосоми.  Довжина поліпептидного ланцюга білка становить 326 амінокислот, а молекулярна маса — 37 069.
| 10         |  | 20         |  | 30         |  | 40         |  | 50         |
| ---------- |  | ---------- |  | ---------- |  | ---------- |  | ---------- |
| MAPAAASPPE |  | VIRAAQKDEY |  | YRGGLRSAAG |  | GALHSLAGAR |  | KWLEWRKEVE |
| LLSDVAYFGL |  | TTLAGYQTLG |  | EEYVSIIQVD |  | PSRIHVPSSL |  | RRGVLVTLHA |
| VLPYLLDKAL |  | LPLEQELQAD |  | PDSGRPLQGS |  | LGPGGRGCSG |  | ARRWMRHHTA |
| TLTEQQRRAL |  | LRAVFVLRQG |  | LACLQRLHVA |  | WFYIHGVFYH |  | LAKRLTGITY |
| LRVRSLPGED |  | LRARVSYRLL |  | GVISLLHLVL |  | SMGLQLYGFR |  | QRQRARKEWR |
| LHRGLSHRRA |  | SLEERAVSRN |  | PLCTLCLEER |  | RHPTATPCGH |  | LFCWECITAW |
| CSSKAECPLC |  | REKFPPQKLI |  | YLRHYR     |  |            |  |            |

A: Аланін

C: Цистеїн

D: Аспарагінова кислота

E: Глутамінова кислота

F: Фенілаланін

G: Гліцин

H: Гістидин

I: Ізолейцин

K: Лізин

L: Лейцин

M: Метіонін

N: Аспарагін

P: Пролін

Q: Глутамін

R: Аргінін

S: Серин

T: Треонін

V: Валін

W: Триптофан

Білок має сайт для зв'язування з іонами металів, іоном цинку. 
Локалізований у мембрані, пероксисомах.